# Walter Zadek
Walter Zadek (26. března 1900, Berlín – 20. prosince 1992, Izrael) byl izraelský fotograf narozený v Německu. Narodil se jako syn lékaře a socialistického politika Dr. Ignaze Zadeka, byl bratr manželky izraelského dělnického hnutí Lilly a bratranec významného režiséra Petera Zadeka.

## Životopis
Walter Zadek se narodil v Berlíně, hlavním městě Německé říše, v židovské socialistické rodině. Jeho otec, Dr. Ignaz Zadek (1858–1931), byl renomovaným lékařem v Berlíně a socialistickým politikem; byl pravděpodobně prvním lékařem, který se stal členem německé sociálně demokratické strany (SPD) a od roku 1892 ji zastupoval v berlínské městské radě. V roce 1913 byl jedním ze zakladatelů Spolku německých socialistických lékařů (Sozialdemokratischer Ärztverein), který se zaměřil hlavně na lékaře v zemi. Ignazova sestra Regina (Gina) se v roce 1887 ve Švýcarsku provdala za Eduarda Bernsteina.
Walter Zadek pracoval jako socialistický novinář v Berlíně a jako redaktor liberálních novin Berliner Tageblatt. Dne 15. března 1933, poté, co se nacisté dostali k moci, byl zajat na náměstí Alexanderplatz a na měsíc uvězněn ve věznici Spandau. V dubnu 1933 byl propuštěn a odtud uprchl přes Nizozemsko a Belgii a v prosinci téhož roku dorazil do Palestiny, kde na něj čekala jeho sestra Lily Zadek, přítelkyně vůdců židovského odborového svazu Histadrut, kteří se přistěhovali do Izraele během třetí alije v letech 1919 až 1923. Zadek se stal již v mladém věku sionistou pod vlivem Zalmana Šazara. Byl aktivní v dělnickém hnutí, pracoval ve školství a sociálních službách a jako grafik navrhl titulek novin Davar.
Usadil se v Tel Avivu a jako přistěhovalec si v letech 1934 až 1948 našel práci nezávislého novinářského fotografa, ačkoli fotografii nikdy studoval. Mimo jiné to byla práce, která příliš nevyžadovala znalost místního jazyka.

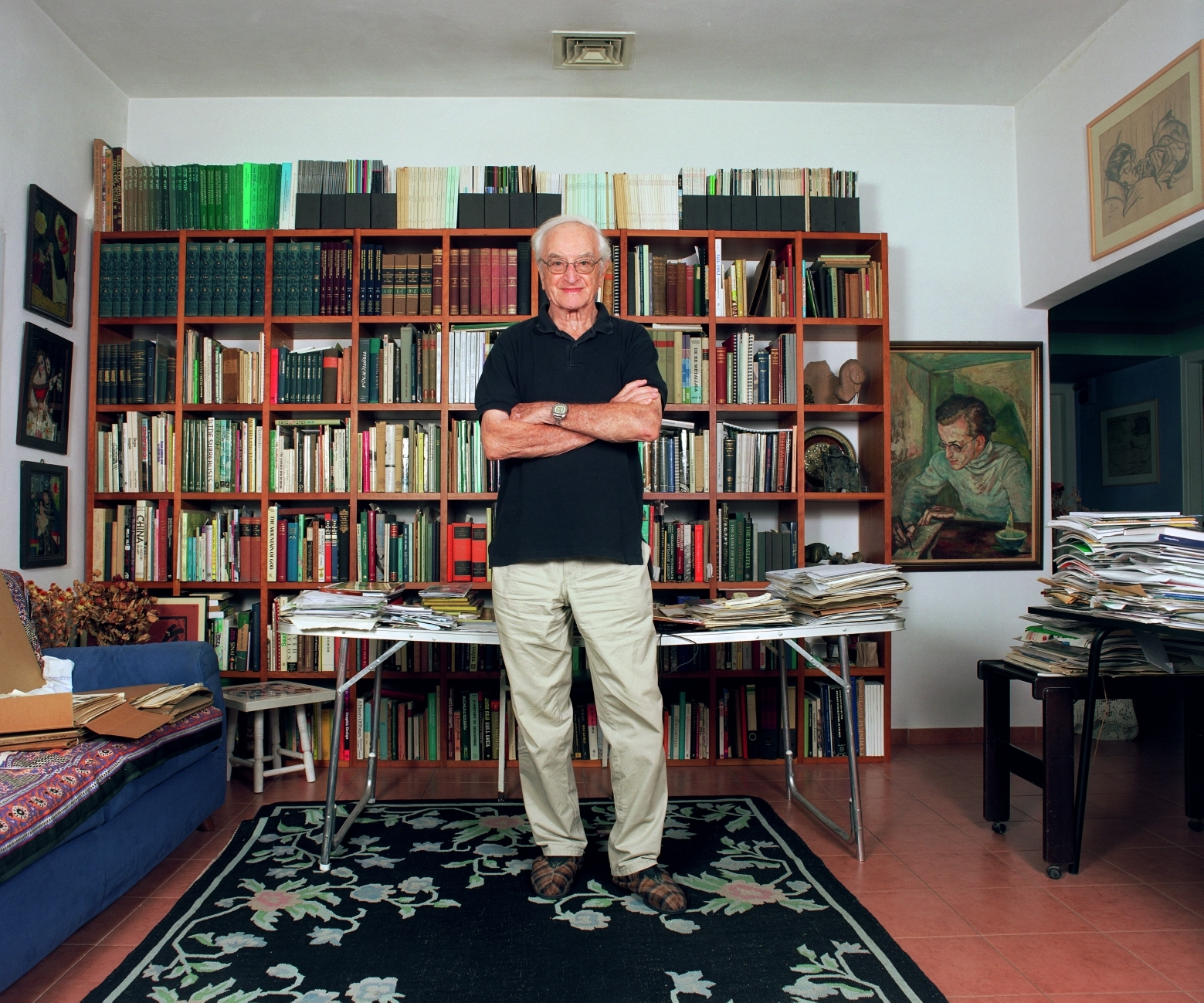
Zadekův syn Benno Rothenberg

Dne 8. května 1939 založil v Eretzu Palestinskou asociaci profesionálních fotografů (Palestine Professional Photographers Association, PPPA), která fungovala v letech 1939 až 1941 a jejímž cílem bylo podporovat profesionální status fotografů v Izraeli. Sdružení se zapojilo do regulace problémů s autorskými právy.
Walter Zadek dokumentoval historické události v celém Izraeli. Počínaje Velkou arabskou vzpourou, protesty obranné organizace proti bílé knize. Založení společnosti Hanita a dalších kibuců. A aktivity v reakci na Židovské osídlení v zemi Izraelské na pozemkové právo.
Kompozičně Zadek používal ve svých fotografiích v šikmé úhly pohledu ze středních výšek, z balkonů a podobně. Byl ovlivněn hnutími „Nová fotografie“ a „Nová věcnost“ v Německu.
Po vypuknutí druhé světové války došlo v Izraeli k poklesu zájmu o fotografii a Zadek si otevřel obchod se starými knihami na náměstí Magen David s názvem „Biblion“. Působil tam až do roku 1973, zaměřil se hlavně na knihy zabývající se historií země Izrael a dovozem knih ze zahraniční.
V roce 2010 společně se svým synem Benem Rothenbergem představili v Izraelském muzeu společnou výstavu historických fotografií.

## Vybraná díla
- 1925 Fotografie Tel Aviv Municipality[3]
- 1934 Dívka s vlajkou[4]
- 1936 Žena na houpačce, Palestina[4]
- 1939 Imigranti na palubě lodi Parita[4]